# Uranijev heksafluorid
Uranij heksafluorid (UF6) je kemijska tvar koja se koristi u postupku obogaćivanja uranija, kojim se stvara nuklearno gorivo za nuklearne elektrane i nuklearno oružje. Kod standardnog tlaka i temperature stvara bezbojne ili sive kristale. Uranij heksafluorid je vrlo toksičan, reagira snažno s vodom i stvara koroziju na većini metala. S aluminijem reagira umjereno, stvarajući površinski film AlF3, koji sprječava daljnju kemijsku reakciju.

## Dobivanje
Uranijev heksafluorid se dobiva iz žutog kolača, koji je koncentrirani (70% do 90%) uranijev oksid (U3O8). Žuti kolač se otapa u dušičnoj kiselini, iz koje dobijemo uranil nitrat [UO2(NO3)2]. Pročišćeni uranil nitrat se dobiva izdvajanjem iz otopine, zbog različitih gustoća, pa se zatim obrađuje s amonijakom, da bi se dobio amonijev diurinat  (NH4)2U2O7). Redukcija s vodikom daje uranijev dioksid (UO2), kojem se dodaje fluorovodična kiselina (HF), da bi se dobio uranijev tetrafluorid (UF4). Oksidacijom s fluorom dobiva se na kraju uranijev heksafluorid (UF6).

## Svojstva

### Fizička svojstva
Kod standardnog tlaka, uranijev heksafluorid sublimira na 56,5 °C. Trojna točka je na 64,05 °C i tlaku 1,5 bara. Struktura krute tvari se određuje raspršenjem neutrona na 77 K i 293 K.

### Kemijska svojstva
Uranijev heksafluorid je oksidans. U reakciji s bakar(II) fluoridom u acetonitrilu stvara bakar(II) heptafluorouranat(VI) [Cu(UF7)2]. Polimerni uranij(VI) fluorid sadrži organske katione, koji su bili izdvojeni i promatrani s difrakcijom rendgenskih zraka.

## Primjena
Uranij heksafluorid (UF6) se koristi u postupku obogaćivanja uranija, metodom plinske difuzije i metodom plinskih centrifuga, budući je trojna točka na 64,05 °C i tlaku 1,5 bara, što je malo više od normalnog atmosferskog tlaka. Fluor ima samo jedan prirodni izotop, tako da relativna molekularna masa uranijevog heksafluorida ovisi samo o prisutnim izotopima uranija. Metoda plinskih centrifuga koristi oko 60 puta manje energije nego starija metoda plinske difuzije.

### Čuvanje u plinskim spremnicima
Oko 95% osiromašenog uranija je uskladišteno kao uranijev heksafluorid (DUF6), u čeličnim spremnicima koji leže na otvorenim dvorištima, u blizini postrojenja za obogaćivanje uranija. Svaki spremnik sadrži 12,7 tona krutog uranijevog heksafluorida (UF6). Samo u SAD, prema podacima iz 2005., ima takvih 57 122 cilindara, u kojima je spremljeno 686 500 tona osiromašenog uranijevog heksafluorida (DUF6), u blizini mjesta Portsmouth (Ohio), Oak Ridge (Tennessee) i Paducah (Kentucky). Takvo skladištenje predstavlja veliku opasnost za okoliš, zdravlje i sigurnost ljudi, zbog kemijske nestabilnosti uranijevog heksafluorida. Kada dođe u dodir s vlažnim zrakom, reagira sa zrakom stvarajući uranil fluorid (UO2F2) i fluorovodik (HF), koji se lako tope i vrlo su toksični. Svi uskladišteni spremnici moraju se redovito pregledavati, da se vidi da li ima korozije na njima i ispuštanja u atmosferu. Vijek trajanja takvih spremnika je nekoliko desetaka godina.
Bilo je nekoliko nesreća u SAD, vezano za rukovanje sa spremnicima uranijevog heksafluorida. Američka vlada planira pretvoriti ga u kruti uranijev oksid, da bi se lakše mogao odlagati, ali je cijena vrlo velika i radovi teku vrlo sporo.